# (8682) Kräklingbo
(8682) Kräklingbo, désignation internationale (8682) Kraklingbo, est un astéroïde de la ceinture principale.

## Description
(8682) Kraklingbo est un astéroïde de la ceinture principale. Il fut découvert le 2 mars 1992 à La Silla par le programme UESAC. Il présente une orbite caractérisée par un demi-grand axe de 3,14 UA, une excentricité de 0,15 et une inclinaison de 1,0° par rapport à l'écliptique.

## Compléments